# Eliminator (음반)
《Eliminator》는 미국의 록 밴드 ZZ 탑의 여덟 번째 스튜디오 음반이다. 1983년 3월 23일, 워너 브라더스 레코드에 의해 발매되었다. 1982년 테네시주에서 녹음된 이 음반은 밴드의 매니저인 빌 햄이 프로듀싱을 맡았고 많은 나라에서 차트 1위를 차지했다. 〈Gimme All Your Lovin'〉, 〈Got Me Under Pressure〉, 〈Sharp Dressed Man〉, 〈TV Dinner〉, 〈Legs〉가 싱글로 발매되었다. 다이아몬드 인증 음반인 《Eliminator》는 미국에서만 천만 장 이상의 판매고를 올리며 ZZ 탑의 가장 상업적으로 성공한 음반이다.
밴드는 1981년 음반 《El Loco》의 신시사이저 사운드로 확장하기를 원했다. 뉴 웨이브의 영향을 받은 《Eliminator》의 트랙은 신시사이저, 드럼 머신, 시퀀서의 조합으로 녹음되었다. 이 음반은 뮤직 비디오를 성공적인 홍보 도구로서 사용했다. 〈Gimme All Your Lovin'〉, 〈Sharp Dressed Man〉 그리고 〈Legs〉의 비디오는 MTV에서 정규 로테이션을 받았고 밴드가 10대 팬 층으로 인기를 얻는데 도움을 주었다. 음반 커버에 그려진 맞춤형 1933년형 포드 쿠페를 동영상에서 볼 수 있었다. 《Eliminator》의 발매 이후, ZZ 탑은 전 세계 콘서트 투어를 시작했다.
ZZ 탑의 가장 인기 있는 음반으로 여겨졌던 이 음반은 《롤링 스톤》의 역사상 가장 위대한 음반 500장에서 398위에 올랐고, 80년대 가장 위대한 음반 100장에 39위에 올랐다.
〈Legs〉의 성공 이후, 《Eliminator》는 이 곡의 편집된 싱글 리믹스를 오리지널 버전으로 대체하여 재발매되었다. 이 싱글 리믹스는 많은 CD 프레스에도 사용되었다. 레코드 서비스 알스도르프가 독일에서 제조한 CD는 여전히 오리지널 음반 믹스를 사용했다. 2008년, 《Eliminator》는 뮤직 비디오와 라이브 공연을 담은 DVD와 보너스 트랙을 추가하면서 리마스터링 및 재발매되었다. 오리지널 버전의 〈Legs〉가 수록되었고, 싱글 믹스곡은 보너스 트랙으로 음반에 남았다.

## 커버 아트

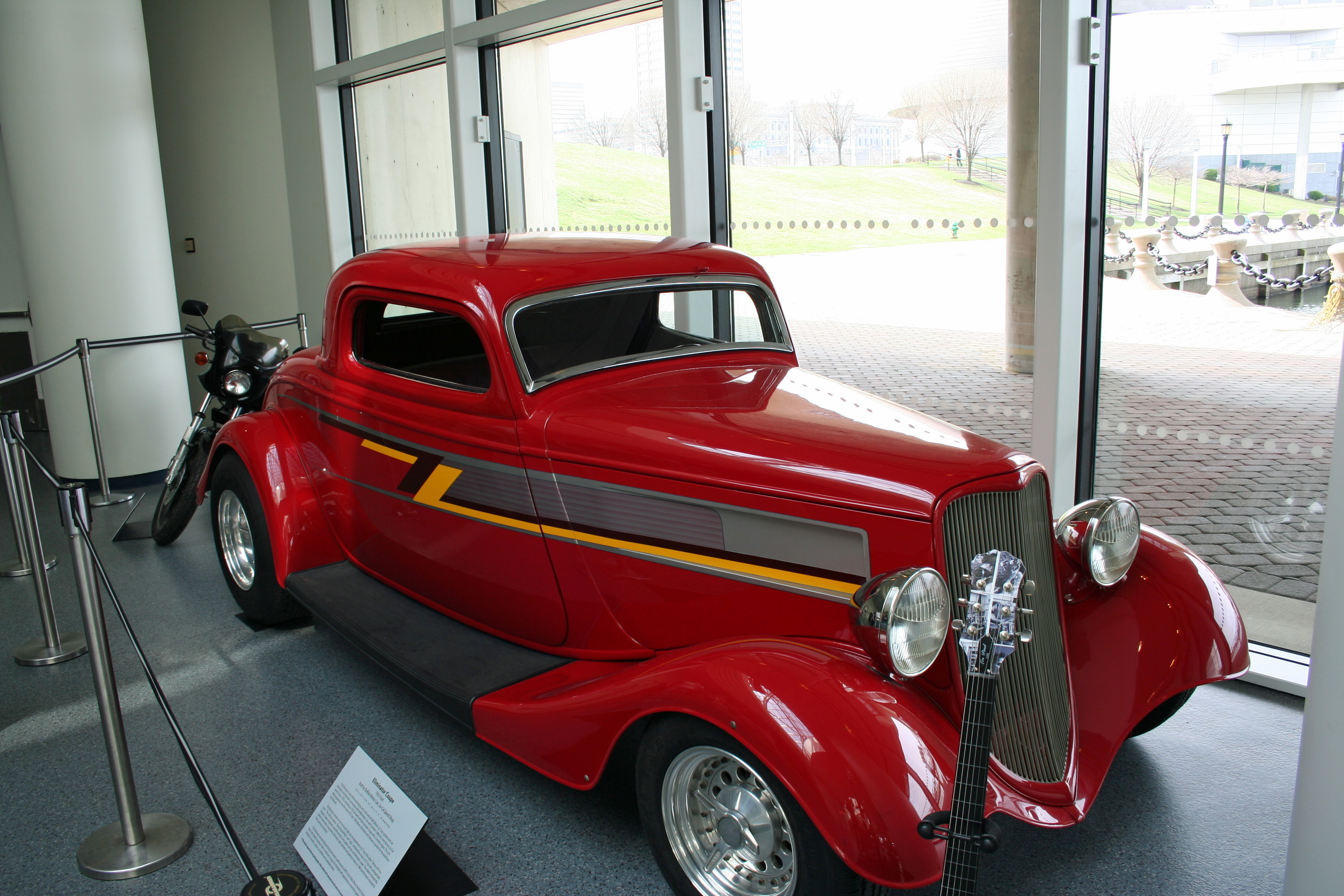
"엘리미네이터" 쿠페

1976년, 빌리 기본스는 캘리포니아주 파라마운트에서 버펄로 자동차의 돈 테렌과 시드 블랙커드의 도움을 받아 핸드 크래프트 메탈의 로니 존스를 만나 1933년 포드 쿠페를 만들었다. 이 차는 손으로 만든 금속공예로 만든 코르벳 스타일의 엔진으로 제작되었다. 1983년에 완성되었고 엘리미네이터라고 불렸다. 이 차는 붉은 색 마감과 그래픽으로 인식되고 있으며, 이 밴드의 뮤직 비디오와 텔레비전, 영화, 자동차 전시회, 자선 행사에도 출연하고 있다.

## 평가
| 전문가 평가                   | 전문가 평가 |
| 평가 점수                     | 평가 점수   |
| 출처                          | 점수        |
| ----------------------------- | ----------- |
| AllMusic                      | [ 3 ]       |
| Robert Christgau              | B+          |
| The Rolling Stone Album Guide | [ 8 ]       |
| Encyclopedia of Popular Music | [ 9 ]       |

새뮤얼 그레이엄은 레코드에 수록된 음반을 검토하면서 ZZ 탑 모티브에 대한 집착에 대해 엇갈린 감정을 표현했다. 그는 밴드가 상업적으로 주도된 경로를 밟지 않은 것이 다행이라고 생각하면서도, 그는 이 음반이 기존의 스타일에서 벗어나지 못한 것이 밴드의 마지막 세 음반에 비해 지나치게 친숙하고 다양성이 부족했다고 말했다. 그는 〈Gimme All Your Lovin'〉, 〈Legs〉, 〈Thug〉, 〈I Need You Tonight〉의 곡들을 칭찬했지만, "우리는 이 곡의 대부분을 전에 들은 적이 있습니다. 그렇다면 《Eliminator》는 아마도 ZZ 탑의 부기 냉각을 충실히 충족시킬 것입니다. 하지만 기본스, 힐, 비어드가 앞으로 나아갈 수 있는 상황에서 이는 측면적인 움직임입니다."
일렉트릭 식스는 2015년 그들의 커버 음반인 《Mimicry and Memories》에 수록된 곡 〈I Got the Six〉를 커버했다.

## 곡 목록
모든 곡들은 특별한 언급이 없는 한 빌리 기본스, 더스티 힐 그리고 프랭크 비어드에 의해 작사/작곡하였다.
| #  | 제목                      | 재생 시간 |
| -- | ------------------------- | --------- |
| 1. | 〈Gimme All Your Lovin'〉 | 3:59      |
| 2. | 〈Got Me Under Pressure〉 | 4:00      |
| 3. | 〈Sharp Dressed Man〉     | 4:13      |
| 4. | 〈I Need You Tonight〉    | 6:14      |
| 5. | 〈I Got the Six〉         | 2:52      |

| #  | 제목                              | 작사·작곡                       | 재생 시간 |
| -- | --------------------------------- | ------------------------------- | --------- |
| 1. | 〈Legs〉                          |                                 | 4:35      |
| 2. | 〈Thug〉                          | 기본스, 힐, 비어드, 린덴 허드슨 | 4:17      |
| 3. | 〈TV Dinners〉                    |                                 | 3:50      |
| 4. | 〈Dirty Dog〉                     |                                 | 4:05      |
| 5. | 〈If I Could Only Flag Her Down〉 |                                 | 3:40      |
| 6. | 〈Bad Girl〉                      |                                 | 3:16      |

## 인증
| 국가                                                  | 인증        | 판매량/출하량 |
| ----------------------------------------------------- | ----------- | ------------- |
| 오스트레일리아 (ARIA)                                 | 4× 플래티넘 | 280,000^      |
| 오스트리아 (IFPI 오스트리아)                          | 골드        | 25,000*       |
| 벨기에 (BEA)                                          | 골드        | 25,000*       |
| 캐나다 (뮤직 캐나다)                                  | 다이아몬드  | 1,000,000^    |
| 핀란드 (Musiikkituottajat)                            | 플래티넘    | 71,121        |
| 프랑스 (SNEP)                                         | 2× 플래티넘 | 600,000*      |
| 독일 (BVMI)                                           | 3× 골드     | 750,000^      |
| 아일랜드 (IRMA)                                       | 플래티넘    | 50,000        |
| 네덜란드 (NVPI)                                       | 골드        | 50,000^       |
| 뉴질랜드 (RMNZ)                                       | 플래티넘    | 15,000^       |
| 스위스 (IFPI 스위스)                                  | 플래티넘    | 50,000^       |
| 영국 (BPI)                                            | 4× 플래티넘 | 1,200,000^    |
| 미국 (RIAA)                                           | 다이아몬드  | 11,000,000    |
| *판매량을 기반으로 한 인증 ^출하량을 기반으로 한 인증 |             |               |

## 같이 보기
- 미국에서 가장 많이 팔린 음반 목록